# جواو هوغن
جواو هوغن (بالبرتغالية: João Hogan‏) هو رسام برتغالي، ولد في 4 فبراير 1914 في لشبونة في البرتغال، وتوفي في 16 يونيو 1988.